# Белмонт (Масачусетс)
Белмонт (енгл. Belmont) насељено је место без административног статуса у америчкој савезној држави Масачусетс.

## Демографија
По попису из 2010. године број становника је 24.729, што је 535 (2,2%) становника више него 2000. године.
| Група             | 2000.          | 2010.          |
| Белци             | 21.726 (89,8%) | 20.118 (81,4%) |
| Афроамериканци    | 266 (1,1%)     | 455 (1,8%)     |
| Азијати           | 1.393 (5,8%)   | 2.735 (11,1%)  |
| Хиспаноамериканци | 440 (1,8%)     | 754 (3,0%)     |
| Укупно            | 24.194         | 24.729         |